# Adoretus polycanthus
Adoretus polycanthus är en skalbaggsart som beskrevs av Ohaus 1914. Adoretus polycanthus ingår i släktet Adoretus och familjen Rutelidae. Inga underarter finns listade i Catalogue of Life.